# Porfyroblast

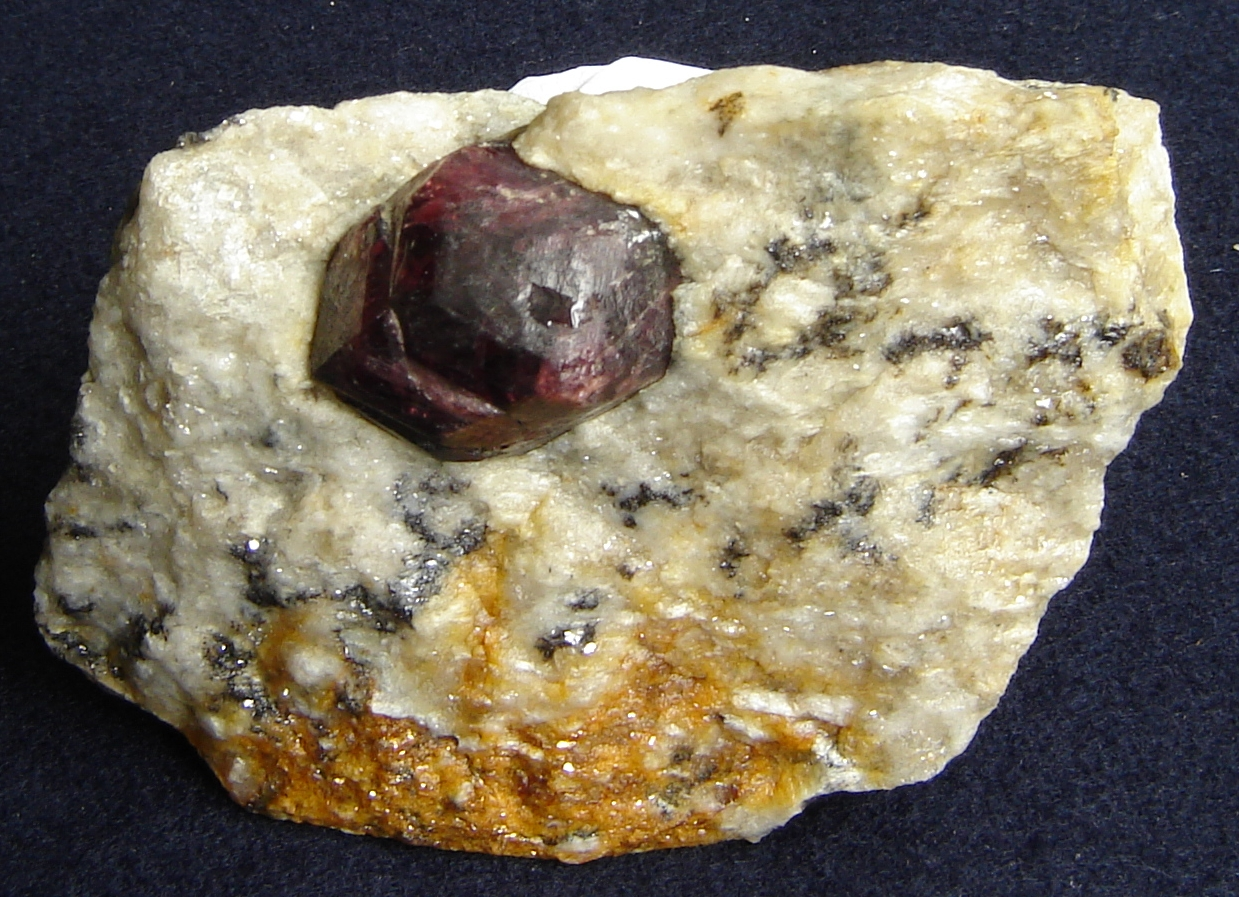
Een almandien-granaat groeit als een porfyroblast in een kwartsitische gneiss. Deze granaat is ongeveer 3 cm groot. Locatie: Paraíba, Brazilië.

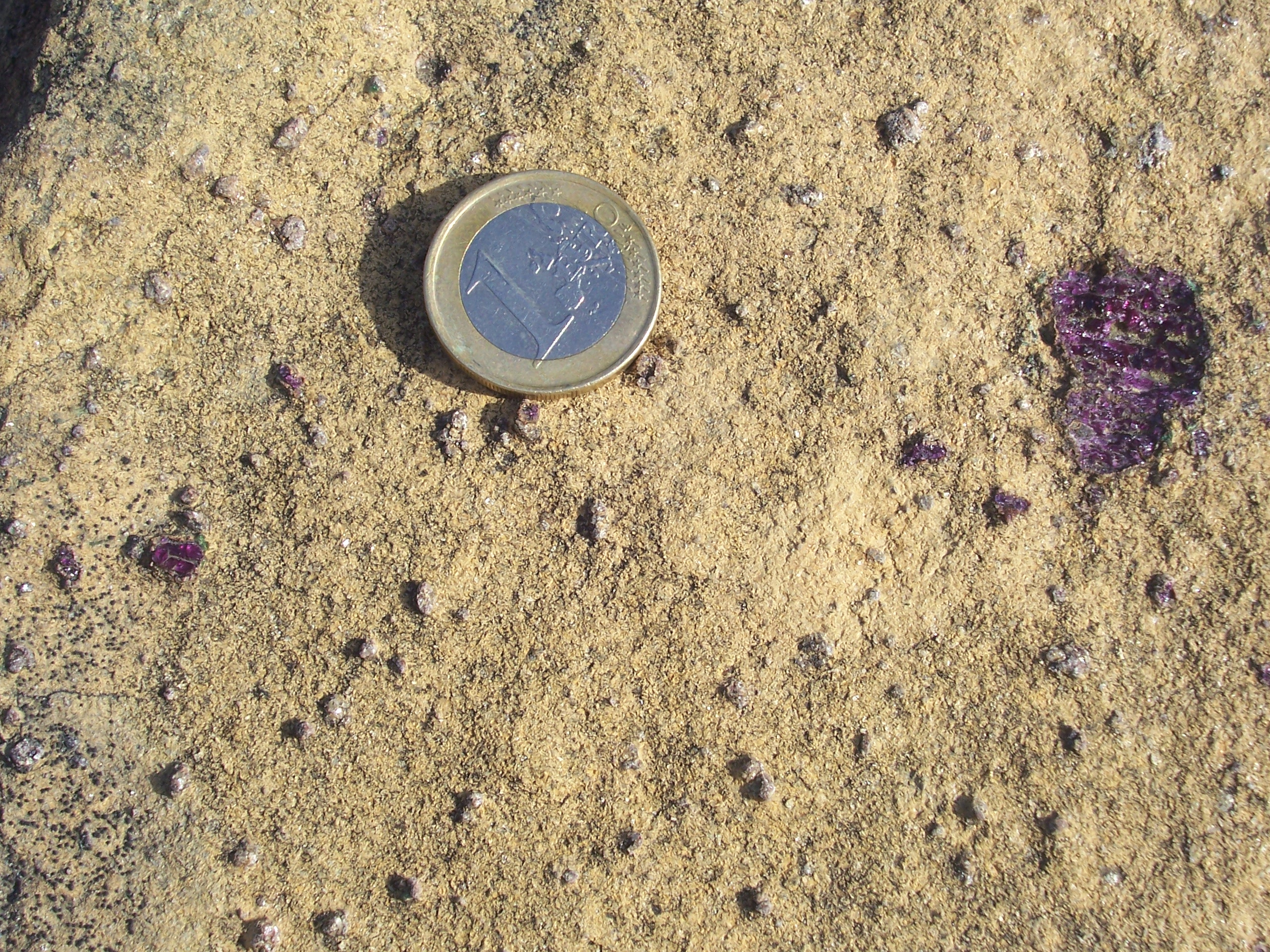
Paarse pyroop porfyroblasten in een peridotiet, munt van 1 euro voor schaal. De geelbruine grondmassa bestaat uit verweerde olivijn. Locatie: Otrøy, Western Gneiss Region, Caledoniden, Noorwegen.

Een porfyroblast is een term in de petrologie voor kristallen in metamorfe gesteenten die duidelijk groter zijn dan een omringende grondmassa van kleinere kristallen. Porfyroblasten ontstaan door metamorfe rekristallisatie en zijn daarom meestal gave kristallen met een euhedrische vorm. 
Vaak als porfyroblast voorkomende mineralen zijn granaten en staurolieten. Porfyroblasten kunnen van een paar millimeter tot vele centimeters groot zijn.
Porfyroblasten worden soms verward met porfyroclasten, maar de laatsten zijn juist overblijfsels van voor de deformatie van het gesteente. Een vergelijkbare term is fenocryst, waarmee een groot kristal in een stollingsgesteente wordt bedoeld.